# Dobrovolný svazek obcí Obecní voda
Dobrovolný svazek obcí Obecní voda je svazek obcí (dle § 49 zákona č.128/2000 Sb. o obcích) v okresu Rychnov nad Kněžnou, jeho sídlem jsou Častolovice a jeho cílem je správa vodovodu a kanalizace. Sdružuje celkem 4 obce a byl založen v roce 2006.

## Obce sdružené v mikroregionu
- Častolovice
- Čestice
- Hřibiny-Ledská
- Olešnice